# Benton (Missouri)
Pour les articles homonymes, voir Benton.
La ville de Benton est le siège du comté de Scott, situé dans l'État du Missouri, aux États-Unis. Elle comptait 863 habitants lors du recensement de 2010.

## À noter
La ville a été nommée en hommage à Thomas Hart Benton.